# La peste (film)
La peste è un film del 1992 diretto da Luis Puenzo, tratto dall'omonimo romanzo dello scrittore francese Albert Camus.

## Trama
In una città del Nordafrica francese, negli anni quaranta del Novecento, il medico Rieux si accorge che sta per scoppiare un'epidemia di peste, ma le autorità non gli credono. Una volta scoppiata l'epidemia, la città viene isolata. Il film ci mostra come il medico e le persone che lo circondano, interagiscono in quella drammatica situazione.

## Critica
«Pessimo adattamento... la voglia di rendere tutto esplicito e forzato toglie al pubblico... il senso intimo e straziante della "cognizione del dolore" e trasforma attori altrove bravi in manichini inespressivi.» °

## Anacronismi
L'omonimo romanzo è ambientato negli anni '40, ma la trasposizione cinematografica lo riambienta nel "199...". Questo spiega gli apparenti anacronismi del film, come la presenza di monitor CRT all'interno dell'aeroporto, scene in cui Jean Tarrou imbraccia una videocamera o la presenza di televisori a colori, o in altra scena in cui si nota nello studio la presenza di un personal computer risalente alla fine del XX secolo.